# Alba zulú
Alba zulú (títol original en anglès: Zulu Dawn) és una pel·lícula de guerra estatunidenco-sudafricano-neerlandesa dirigida per Douglas Hickox el 1979. Ha estat doblada al català i va ser el primer llargmetratge emès per Televisió de Catalunya.

## Argument
El 1879, a Pietermaritzburg, Natal (Sud-àfrica), els dirigents britànics consideren la conquesta del Regne Zulu, que estimen fàcil des del punt de vista militar. Havent penetrat a Zululand, l'Exèrcit britànic es deixa sorprendre per la poderosa impi zulu en la batalla d'Isandhlwana.

## Repartiment
- Burt Lancaster: Coronel Durnford
- Peter O'Toole: Lord Chelmsford
- Simon Ward: Tinent William Vereker
- Denholm Elliott: Coronel Pulleine
- Bob Hoskins: Sergent-Major Williams
- Simon Sabela: Cetshwayo
- James Faulkner: Tinent Melvill
- Peter Vaughan: Q.S.M. Bloomfield
- Christopher Cazenove: Tinent Coghill
- David Bradley: Pte. Williams
- Paul Copley: Cpl. Storey
- Donald Pickering: Major Russell

## Al voltant de la pel·lícula
Els esdeveniments després de la batalla d'Isandhlwana, la batalla de Rorke's Drift l'endemà han sigut igualment objecte d'una pel·lícula: Zulu de Cyril R. Endfield l'any 1964.